# Coro Nacional (Perú)
El Coro Nacional es el coro estatal y el más importante del Perú. Es uno de los elencos del Ministerio de Cultura de este país.

## Historia
Fue fundado por el Maestro Manuel Cuadros Barr en 1965. Desde 1988 hasta el 2007 lo dirigió Andrés Santa María y también fue dirigido por Antonio Paz el 2008 y por el Maestro Israel Olaya en 2009. Actualmente su director es el Maestro Javier Sunico Raborg .
Está integrado por solistas, profesores de música y directores de coro formados en el Conservatorio Nacional de Música del Perú y otras instituciones musicales del país. Su sede y local para los ensayos es el Museo de la Nación en Lima. 
Además de presentarse en eventos oficiales, ofrece presentaciones solo y con conjuntos instrumentales, generalmente con la Orquesta Sinfónica Nacional. Entre las obras que ha interpretado están: la Sinfonía nº 9, Carmina Burana, la Misa en si menor de J. S. Bach, la Vespro della Beata Vergine de Monteverdi, y obras corales peruanas y latinoamericanas (por ejemplo, la presentación del Libro de Música Colonial peruana, recopilado e investigado por Aurelio Tello y editado en Lima). También fue el elenco que participó en las temporadas de Ópera que ofrece la Asociación Cultural Romanza y la ya desaparecida Asociación Prolírica del Perú , y ofrece conciertos didácticos en diversas partes de Lima y del país.
En coro ha participado con éxito en giras internacionales que testimonian su calidad: en Guayaquil en 1993, donde fue considerado "técnicamente el mejor coro", y en 1995, en México y España. En Chile se presentó en el Encuentro Internacional "Las Regiones y América cantan en Linares", donde mereció el elogio de los principales directores congregados.

## Enlaces relacionados
- Página oficial
- Establecimientos e instituciones culturales del Perú.
- Coro de Cámara Monteverdi de Arequipa.

- Datos: Q5788687
- Multimedia: Coro Nacional (Perú) / Q5788687